# 臺灣文學 (雜誌)
《臺灣文學》是一份創刊於1941年的文學雜誌，由律師陳逸松出資，作家張文環以及中山侑等人創立，「啟文社」發行，共發行10期。創刊號為張文環主編，於1941年發行。最終號為呂赫若主編，1943年發行。

## 雜誌沿革
《臺灣文學》是臺灣在二次世界大戰時期的重要刊物，是以臺籍作家為中心的雜誌，與以日籍作家為中心的《文藝臺灣》形成戰爭時期臺灣文學的兩條路線。《臺灣文學》的創立來自於張文環不滿於當時站在日本殖民立場的《文藝臺灣》，將臺灣文學視作日本帝國的一部分，忽略臺灣文學擁有自己的發展脈絡。而後張文環於1941年脫離《文藝臺灣》，與中山侑等人組織「啟文社」，並發行《臺灣文學》。:48
《臺灣文學》刊登許多臺灣作家的重要作品，為研究四○年代台灣文學的重要文學雜誌。重要作品包含：張文環的〈藝妲之家〉（第1號）、〈閹雞〉（第3號）、呂赫若的〈財子壽〉（第2號）、〈風水〉（第4號）、楊逵的〈無醫村〉（1942年第1號）、林摶秋的〈高砂館〉(戲曲)、王昶雄的〈奔流〉、龍瑛宗的〈蓮霧的庭院〉、黃得時的〈台灣文壇建設論〉、〈輓近的台灣文學運動史〉、〈台灣文學史〉，以及日治時期台灣少數女性作家楊千鶴的〈花開時節〉等等。
《臺灣文學》與《文藝臺灣》最大的衝突即是在1943年爆發的「糞寫實主義論戰」。《文藝臺灣》陣營批評張文環等人提倡的寫實主義是惡俗、扒糞式的，《臺灣文學》陣營則反駁寫實主義是具有深厚人文關懷及內涵，反批西川滿的浪漫主義空虛、貧乏。論戰的背景可以追溯自日本文壇內《日本浪曼派》以及《人民文庫》的爭論。
《臺灣文學》最終於1943年因皇民化政策而廢刊，於1944年由具日本官方色彩的「文學奉公會」合併兩方陣營發行《臺灣文藝》。

## 文學史地位
《臺灣文學》雖僅發行十期，但是提供四○年代臺灣作家的重要發表園地，多數刊登作品皆帶有強烈的寫實主義色彩，且多數皆處理臺灣風土民情為主。如主編張文環也在雜誌上發表〈夜猿〉、〈閹雞〉等作品:63。呂赫若的許多作品〈財子壽〉、〈風水〉等，皆於該雜誌上刊登。又如楊千鶴的〈花開時節〉，呈現四○年代受高等教育的女性日常生活，為臺灣日治時期少數的女性文學。